# Joris Delbove
Joris Delbove (Troyes, 15 luglio 2000) è un ciclista su strada e ciclocrossista francese che corre per il team TotalEnergies.

## Palmarès

### Strada
- 2021 (SCO Dijon-Team Matériel-Velo.com, una vittoria)

Tour du Gévaudan Languedoc-Roussillon
- 2024 (St Michel-Mavic-Auber93, una vittoria)

Classifica generale Tour Alsace
- 2025 (TotalEnergies, una vittoria)

4ª tappa Tour du Rwanda (Gisenyi > Gitesi)

#### Altri successi
- 2023 (St Michel-Mavic-Auber93)

Classifica giovani Tour de l'Ain

### Cross
- 2017-2018

1ª prova Coppa di Francia (Besançon), Junior
- 2021-2022

Classifica generale Coppa di Francia, Under-23

## Piazzamenti

### Competizioni mondiali
- Campionati del mondo di ciclocross

Dübendorf 2020 - Under-23: 28º
Ostenda 2021 - Under-23: 19º
Fayetteville 2022 - Under-23: 15º

### Competizioni europee
- Campionati europei di ciclocross

Tábor 2017 - Junior: 12º
Rosmalen 2020 - Under-23: 12º
Drenthe-Col du VAM 2021 - Under-23: 30º